# Gå fram! Jesus med oss går
Gå fram! Jesus med oss går är en körsång från 1887 med text och musik av Edward H Hill. Den översattes 1888 till svenska av Peter August Wanngård.

## Publicerad som
- Nr 827 i Frälsningsarméns sångbok 1990 under rubriken "Glädje, vittnesbörd, tjänst".